# Luca Fallica
Luca Fallica, né le 27 juillet 1959 à Ripatransone (Marches, Italie), est un moine et prélat bénédictin italien. Il est abbé du Mont-Cassin depuis mars 2023.

## Biographie
Il est né à Ripatransone le 27 juillet 1959.
Il vécut les premières années de sa vie à Ascoli Piceno, et déménage à la fin de 1971 avec sa famille à Ancône où il a été formé à l'Azione Cattolica, où il fut d'abord responsable du mouvement étudiant puis du secteur jeunesse.

### Formation monastique et ministère
Après des études de droit et une brève expérience professionnelle dans le domaine de la coopération culturelle, il entre en 1985 au monastère de Praglia, où il commence sa formation théologique, qu'il poursuit ensuite à la branche milanaise de la Faculté de théologie de l'Italie du Nord .
En 1989, avec d'autres frères, il fonde la communauté monastique de la Santissima Trinità, établie depuis 2005 à Dumenza, dans la province de Varèse dans l'archidiocèse de Milan. Il prononce sa profession monastique solennelle le 5 janvier 1996. Après avoir occupé le poste de cellérier, il a été élu prieur de la communauté le 29 octobre 2010 et a exercé ce service pendant douze ans, jusqu'au 2 décembre 2022.

### Ministère abbatial
Le 9 janvier 2023, il est nommé abbé ordinaire de l'abbaye territoriale du Mont-Cassin par le pape François. Il succède à Donato Ogliari, nommé abbé de Saint Paul-hors-les-murs .
Le 14 février, il est ordonné diacre dans la chapelle du monastère de la Santissima Trinità de Dumenza par Franco Agnesi, évêque auxiliaire de Milan. Le 8 mars, il est ordonné prêtre dans la basilique de Sant'Ambrogio par l'archevêque de Milan, Mario Delpini.
Il est installé abbé du Mont-Cassin le 16 mars et reçoit la bénédiction abbatiale le 13 mai, des mains du cardinal Angelo De Donatis, vicaire général de Sa Sainteté pour le diocèse de Rome.
Il est membre de la Commission épiscopale pour la liturgie au sein de la Conférence épiscopale italienne.